# Kiosque à musique de Cannes
Le kiosque à musique de Cannes est un kiosque à musique construit à Cannes par Louis Hourlier en 1880.

## Localisation
Le kiosque est situé sur les allées de la Liberté, entre la rue Félix-Faure et la promenade de la Pantiero, face au Vieux-Port et à l'est de l'hôtel de ville, dans le quartier du Centre-ville - Croisette à Cannes, commune française du département des Alpes-Maritimes et de la région Provence-Alpes-Côte d'Azur.

## Historique
Plusieurs kiosques à musique ont existé à Cannes depuis l'invention de la ville par Lord Brougham : celui, dodécagonal, de l'ancien square Brougham (actuellement square Frédéric-Mistral) le long du boulevard du Midi - Jean Hibert, inauguré le 5 octobre 1874 ; celui, octogonal et en bois, édifié entre 1875 et 1880 dans le jardin situé devant le Cercle nautique, le long de la promenade de la Croisette ; ceux qui se succèdent sur l'esplanade des Alliés devant le Casino municipal de Cannes (à l'emplacement de l'actuel Palais des Festivals), un premier, installé en 1913, démontable, en bois, constitué d'une estrade avec mat central et balustrade, sans toiture, qui reste en place jusqu'en 1917, un suivant, à partir de 1920, toujours en bois, mais avec une toiture en toile rayée rouge et blanc, protection que l'on retrouve sur les parties latérales faisant face à la mer. Tous ceux-ci ont disparu.
Un gigantesque projet d'aménagement de l'île Sainte-Marguerite élaboré par Louis Hourlier, avec jetée reliant l'île à la pointe Croisette qui aurait dénaturé les îles de Lérins, projet abandonné sur la forte opposition des cannois et des hivernants, devait donner le jour à un autre kiosque à musique.
Les prestations des nombreuses Sociétés musicales cannoises nécessitent cependant la construction d'un kiosque moins excentré que celui du square Brougham. Dès le 17 août 1875, le Conseil municipal vote l'érection d'un second kiosque à musique dans l'alignement du nouvel hôtel de ville. Construit sur les allées de la Liberté par Louis Hourlier, architecte de la ville et conseiller municipal, il est inauguré le 14 juillet 1880 par Eugène Gazagnaire, maire de Cannes. 

## Architecture
Le kiosque conçu par Louis Hourlier est constitué d'un podium en pierre de taille surmonté d'une toiture de forme conique installée sur une charpente métallique supportée par des piliers en fonte inclinés vers l'extérieur. La structure en fonte est construite par l'entreprise de ferronnerie Blaison et Mathieu de Charleville,.

## Acoustique
Conçu au XIXe siècle, à une époque où l'amplification électrique du son n'existait pas, son acoustique a été pensée pour que le son monte vers le toit en pavillon et soit renvoyé vers les spectateurs. 

## Utilisation

### À l'origine
Pendant les vacances de l'été 1901, la Société philharmonique cannoise, la Société de trompettes de cavalerie l'Etendard cannois, la Société chorale l'Avenir et l'Estudiantina La Joyeuse de Cannes assurent les concerts au kiosque des allées. En 1902, les concerts en plein air de 14 heures à 15 heures 30 de la musique municipale, dont les programmes sont publiés dans la presse locale, sont répartis entre le kiosque des allées de la Liberté, les dimanches, lundis et jeudis, et le kiosque du square Brougham les mercredis.
De nombreuses Sociétés musicales sont actives à Cannes en 1909 : 
- L'Avenir de Cannes, orphéon fondé en 1865, président Capron, direction Dahon, 70 exécutants ;
- La Philharmonique, direction Delattre, 45 exécutants ;
- La Musique municipale, orchestre d'harmonie, direction Vernazobres ;
- L'Estudiantina, président Albert, direction Silvio Priotti, 25 exécutants ;
- L'Etendard cannois, société de trompettes, président Aubry, direction Toesca, 25 exécutants ;
- Les Enfants de Provence; chorale mixte, président Maistre de Pujols, direction Imbert, 60 exécutants ;
- Les Fifres cannois, président le capitaine Vernhes, direction Delattre, 40 exécutants.

Du samedi 30 mai au lundi de Pentecôte 1er juin 1925, un concours international de musique se déroule à Cannes avec un jury composé d'André Messager, Alexandre Georges, Henri Büsser, Nestor Leblanc (chef de l'orchestre du Casino municipal), Jean Ritz, Maurice Le Boucher, Florent Schmitt, Carolus-Duran. Quatre-vingts Sociétés musicales, orphéons, harmonies et fanfares, sont présentes. Les quatre-vingt-cinq musiciens de la Garde républicaine dirigée par Guillaume Balay donnent en plein air sur l'esplanade des Alliés devant 15 000 personnes La Gloire de Corneille de Camille Saint-Saëns interprétée par 2 000 exécutants. Les Sociétés couronnées donnent un grand concert sur le kiosque des allées de la Liberté,.

### Aujourd'hui
Le kiosque est toujours utilisé, notamment tous les ans, à l'occasion de la fête de la musique, par l'orchestre d'harmonie et l'orchestre des élèves du conservatoire. La Casa'rmonie, orchestre d'harmonie de Cannes Sophia Antipolis porté par le conservatoire à rayonnement communal de Valbonne, formation d'une quarantaine de musiciens dont un tiers d'élèves, présidée par Denis Hocquet et dirigée par Fred Borri, s'est produite au kiosque des allées en 2014,,. Le kiosque est décoré sur le thème de la gourmandise sous le titre du Jardin des délices à l'occasion du marché de Noël qui se tient sur les allées de la Liberté en 2018. Le 21 mars 2021, il est lieu de rassemblement du Printemps de nos libertés, manifestation musicale du collectif Dehors citoyens parrainé par la chanteuse Ingrid Courrèges,.

## Protection du patrimoine
Le kiosque à musique est recensé en 1983 par le service régional de l'inventaire général du patrimoine culturel au titre de l'étude du patrimoine balnéaire de Cannes. Il est inscrit au titre des monuments historiques par arrêté du 3 avril 1990. Il s'insère, avec l'hôtel de ville, le monument aux morts de la Guerre 1914-1918, l'hôtel Splendid et le monument à Lord Brougham, dans l'ensemble dit promenade des Allées.